# Presupuesto del Perú
El presupuesto del Perú (oficialmente Presupuesto general de la República del Perú) se basa en la Ley General del Sistema Nacional de Presupuesto (número 28411, 2004), una serie de normas que se da a los fondos económicos de la administración pública, tanto del Gobierno nacional como local, que incluye la participación ciudadana en obras de la ciudad. El Poder Ejecutivo se encarga de la realización del dinero invertido con la ayuda del Viceministerio de Hacienda (Ministerio de Economía y Finanzas); mientras que el Congreso se encarga de analizar y modificar su estructura mediante el Congreso por la Comisión de Presupuesto y Cuenta General de la República.
Generalmente se desarrolla en tres procesos: programación y formulación, aprobación y ejecución, y control y evaluación. Aunque su formulación suele concretarse con el tiempo, el control y evaluación de esos fondos suelen realizarse en 90 días, entre septiembre y noviembre, para presentarse como proyecto de ley presupuestal (Ley de Presupuesto del Sector Público). En general, este tipo de ley está exonerada de una ratificación.

## Contexto
El presupuesto de Perú recibió cambios desde su planificación en 1845, años después de su independencia y sus cuatro constituciones, ya que en esos primeros años de independencia se destinaron a los gastos militares. En ese entonces fue realizado por el Ministerio de Hacienda y finalmente aprobado en 1848.
En 1846 se proyectó por primera vez su presupuesto, cuyo ingreso fue 5 961 639 pesos y los gastos en 4 191 800; este creció hasta 1861 por los ingresos del guano, y aún más en 1869 para su exportación, con 20 763 035 pesos de ingresos y 16 456 018 pesos de gastos. En el plan de 1871-1872 no se consiguió aprobarse tras las graves irregularidades encontradas en el contrato Dreyfus. En 1913 el entonces presidente Guillermo Billinghurst señaló la necesidad de sincerar cifras para cumplir las necesidades reales, que coincidieron con las declaraciones del ministro de Hacienda en 1894 cuando debió «dejarse de lo superfluo a lo esencialmente indispensable». En 1912 su proyección de fue de 3 493 626 libras peruanas, casi cinco veces más que en 1894.
En 1922 se rigió por la Ley Orgánica del Presupuesto General (4598), con la creación de la Dirección General de Presupuesto. En 1930 se crea la Contraloría General de la República, para la fiscalización, y en 1964 se promulga la Ley Orgánica del Presupuesto del Sector Público. Para 1985, a causa de la Década Perdida, el dinero se destinó en la deuda externa.
| 1928            | 1935            | 1939            | 1940         | 1944         |
| --------------- | --------------- | --------------- | ------------ | ------------ |
| 111.13 millones | 131.31 millones | 174.70 millones | 188 millones | 377 millones |

En la Constitución Política de 1993, los artículos 74 al 82 establecen los parámetros para la realización de los gastos y la forma de recaudar dinero para sustentarlos. Sin embargo, entre 1993 y 2000, a causa del autogolpe de Estado, el Poder Ejecutivo dictó casi mil decretos de urgencia, cuya suma de gastos se aproximó a los US$1107 millones, sin consentimiento del Congreso. Estos gastos fueron aprovechados de la privatización de empresas, con un valor de nueve mil millones de dólares, en que se pagó mil millones de dólares la deuda interna más mil millones para el ministerio de Defensa. Sin embargo, se cubrió el gasto a todas las instituciones como ocurrió con el Ministerio Público para el año 1997.
| 1989       | 1992          | 1995            | 1998            | 1999            |
| ---------- | ------------- | --------------- | --------------- | --------------- |
| 2 millones | 6959 millones | 21 840 millones | 29 524 millones | 31 947 millones |

### Descentralización y participación ciudadana
En 2001 se inicia el proceso de descentralización de los fondos, debido a la regionalización, en que permite el proceso participativo de la ciudadanía alejada de la capital. Se concibió en la llamada Operación piloto de planeamiento y programación participativa del presupuesto del sector público para el año fiscal 2003 en materia de gastos de inversión. Luego de liberar el portal digital para conocer el uso de los recursos públicos para cualquier público, en agosto de 2003, el Congreso de la República aprobó la Ley 28056 denominada Ley Marco del Presupuesto Participativo, que pasó a formarse oficialmente. Cada uno de los departamentos presentó su Planes de Desarrollo Departamentales Concertados, que muestran los objetivos similares al Gobierno central.
Sin embargo, el principal gastó que conllevó un déficit ocurrió en 2004 con el Decreto Ley 20530, apodado «cédula viva», en que se planeó una reforma a los sueldos vitalicios (o pensiones) de funcionarios que trabajan o trabajaron en altos cargos estatales. Luego de realizar una reforma económica en 2004, entró en discusión hasta 2010, caso que terminó en establecer límites en las pensiones vitalicias.
En 2006 se articulan varios sectores que fueron asignados estratégicamente en varios ministerios previo a la promulgación anual, en que estuvo bajo el mando la Dirección Nacional de Presupuesto Público. Para 2013, el 98.59 % de las municipalidades realizan el presupuesto participativo (PP) y el 85.36 % tiene Plan de Desarrollo Local Concertado (PDLC). La información económico se volvió obligatorio con el tiempo. En 2007 se planifica el uso del tesoro a partir de los resultados obtenidos de la gestión pública ese año.
Previo a la ratificación de la Ley 28056, ya hubo un mecanismo similar en el distrito de Villa El Salvador. Además, la participación ciudadana estuvo motivada por el entonces presidente Valentín Paniagua, al percibirse una red de corrupción después del gobierno de Alberto Fujimori. Con la reforma de la Ley en 2009, se simplificó a cuatro los paso el proceso, aunque hubo dificultades en conseguir el interés el avance de obras en sus departamentos (3596 se realizaron en 2009 frente a 2057 en 2019).

## Presupuesto en elsigloXXI

### Avance de la inversión anual
| Año fiscal | Inversión (en soles) | Ley   | Ref.          |
| ---------- | -------------------- | ----- | ------------- |
| 2000       | 34 046 millones      |       |               |
| 2001       | 35 712 millones      |       |               |
| 2002       | 36 378 millones      |       | [ 28 ]        |
| 2008       | 71 050 millones      |       |               |
| 2011       | 88 460 millones      |       | [ 29 ]        |
| 2017       | 142 472 millones     |       | [ 30 ]        |
| 2018       | 157 200 millones     |       | [ 31 ] [ 32 ] |
| 2019       | 168 100 millones     |       | [ 31 ]        |
| 2020       | 177 367 millones     |       | [ 33 ]        |
| 2021       | 183 029 millones     |       | [ 34 ]        |
| 2022       | 197 000 millones     | 31365 | [ 35 ] [ 36 ] |

### Distribución del dinero
En 2001 el destino de presupuesto fue alto para el ministerio de Presidencia con 4453 millones de soles y defensa con 3085 millones.
En el año fiscal 2021 gran parte de la planificación económica corresponde a los sectores de educación (18.1 %) y salud (11.47 %). Para el 2022, del 18 % correspondiente para la educación, se usa para contratar profesores, cubrir becas y mantener centros de estudio. También se asigna en publicidad, que es usada también para anuncios publicitarios en medios de comunicación, que en 2018 fue de 100.4 millones de soles. También se invierten los gastos la planilla de servidores públicos, autorizados por la Autoridad Nacional del Servicio Civil y que corresponden cerca del 40 %, en que dicha cifra en 2002 correspondió a la contratación de servicios de terceros.
Además de otros sectores, se destina a campañas del sector privado (como el Vaso de Leche) y la reserva de contingencia para proyectos no mencionados en la planificaciones. Esto es importante, ya que para este último el dinero se guarda en el Fondo de Reserva Fiscal, dentro de la Reserva Secundaria de Liquidez del Ministerio de Economía y Finanzas. Adicionalmente, se destinó dinero en las asesorías (o consultorías) de los ministerios para tomar decisiones administrativas, con 48.5 millones de soles en 2022.
Un punto crítico del destino de presupuesto es el sector cultura. Antes de la creación como ministro, en 2001, solo se destinó medio millón de soles. Hasta 2005 solo se destinaron 22 millones de soles, casi el 0.084 % del total nacional, mientras que en 2022, con un ministerio ya creado, la cantidad asignada fue de 594 millones de soles. Junto a cultura está el sector deporte, representado por el Instituto Peruano del Deporte, que contó con un presupuesto de 132 millones de soles en 2022 (inferior a los 212 millones en 2019). En 2020 se creó el Proyecto Legado, que aseguró una óptima infraestructura para el desarrollo de varias disciplinas con 1500 millones de soles de presupuesto en sus primeros cinco años.
Una institución que suele llevar una considerable parte del presupuesto es el Congreso de la República. En 2023 se destinaron 928 millones de soles, casi el doble del destinado en 2019 (447.2 millones), e incluso superando la cifra de 700 millones del sector cultura en el mencionado 2023. El Congreso es uno de los órganos que más invirtió, ya que en 2023 su presupuesto se triplicó con respecto a 2008 (308 millones de soles), y en 2024 el dinero asignado se quintuplicó con respecto a 2000 (282 millones). En comparación, el Ministerio de Defensa consiguió 1000 millones de soles para destinar una parte de ese dinero a las unidades antiprotestas.

Cabe indicar que los presupuestos pueden ampliarse por medio de créditos suplementarios. Uno de ellos es el anexo 5, el denominado «bolso presidencial» para financiar obras realizadas por el gobierno central. En 2023, El Comercio percató que hace unos años el Congreso creó un mecanismo que dificultaría el origen de la solicitud de los créditos suplementarios.
| Sector                | Dinero (soles aprox.) |
| --------------------- | --------------------- |
| Educación             | 32 715 millones       |
| Salud                 | 20 940 millones       |
| Transporte            | 19 681 millones       |
| Deuda pública         | 15 561 millones       |
| Seguridad social      | 14 344 millones       |
| Agropecuaria          | 8816 millones         |
| Justicia              | 6913 millones         |
| Ambiente              | 2991 millones         |
| Cultura y deporte     | 1325 millones         |
| Relaciones exteriores | 760 millones          |
| Legislativo           | 615 millones          |
| Otros                 | 51 443 millones       |
| Total                 | 129 044 millones      |

| Sector      | Sector   | Dinero (soles aprox.) | Dinero (soles aprox.) |
| ----------- | -------- | --------------------- | --------------------- |
| Nacional    | Nacional | 129 044 millones      | 129 044 millones      |
| Subnacional | Regional | 33 093 millones       | 53 986 millones       |
| Subnacional | Local    | 20 893 millones       | 53 986 millones       |
| Total       | Total    | 183 030 millones      | 183 030 millones      |

#### Manutención de otras instituciones no nacionales
Además de los gobiernos nacionales, regionales y locales, existe una manutención hacia otras instituciones como el Parlamento Andino, en donde cuenta sus representantes electos. Así mismo, por el concordato de 1980, el país destinó anualmente cerca de 2.6 millones de soles en asuntos de la Iglesia católica (2022).

#### Eficiencia de los gobiernos regionales y locales
Luego de administrarse para el Estado, otra parte es distribuida a las entidades subnacionales. A pesar del dinero entregado, no suelen consumir en su totalidad. En 2016 la Consulta Amigable del Ministerio de Economía y Finanzas señaló que 23 municipios distritales de Lima Metropolitana gastaron menos del 50 % del referido presupuesto. En el reporte de Comex de 2022, departamentos como Huánuco y La Libertad recurrieron al 10 % de lo asignado, este reporte justifica los diferentes intereses de la ciudadanía frente a las autoridades. Para solucionarlo, existen convenios entre Proinversión y la empresa privada para agilizar el desarrollo de la infraestructura a cambio de que la empresa contratada pague menos impuestos, se le conoce como «obras por impuestos».
| Sector   | 2007   | 2009   | 2011   | 2013   | 2015   | 2017   | 2019   | 2021   |
| -------- | ------ | ------ | ------ | ------ | ------ | ------ | ------ | ------ |
| Regional | 48.7 % | 53.6 % | 61.4 % | 77.9 % | 79.7 % | 62.5 % | 57.6 % | 69.6 % |
| Local    | 42.5 % | 58.2 % | 58.1 % | 65.9 % | 64.8 % | 60.1 % | 59.5 % | 62 %   |

En 2024, el diario El Comercio reportó que cinco distritos de Lima Metropolitana se encontraban en situación de insolvencia debido a la carencia de presupuesto para cubrir las deudas que acumulan esos distritos.

### Transparencia de presupuesto
En 2019 el país alcanzó el lugar 11 de 140, según el International Budget Partnership. En 2021 llegó al 34.

## Gestión de presupuesto

### Limitaciones durante la elaboración del presupuesto público
El proceso de presupuestación pública enfrenta limitaciones que dificultan o retrasan su ejecución completa.
La etapa de programación y formulación implica la entrega y discusión de propuestas presupuestarias por parte de cada entidad pública con la Dirección Nacional de Presupuesto Público (DNPP)  del Ministerio de Economía y Finanzas (MEF). La DNPP estima un monto mínimo para cada entidad mediante la Asignación Presupuestaria Multianual (APM), considerando factores como proyecciones de riesgo e infraestructura.
Los problemas heredados, basados en el presupuesto anterior, restringen la asignación para determinados sectores y proyectos. El arrastre de políticas y errores del pasado perpetúa estas limitaciones. El Presupuesto por Resultados (PpR), implementado desde 2007, evalúa el desempeño y asigna sanciones o recompensas, pero no identifica suficientemente la eficiencia del gasto.
Tras formularse el anteproyecto de ley, es presentado al Consejo de Ministros para su aprobación. Posteriormente, el presidente de la República lo remite al Congreso, donde se discute y aprueba entre septiembre y noviembre. En esta etapa, el presupuesto aprobado suele ser resultado de una formulación presupuestaria deficiente e intensas negociaciones políticas. La posterior modificación del PIA a través de decretos de urgencia evidencia la discrepancia entre la asignación de recursos y las demandas de las entidades, lo que genera reasignaciones de gasto.
Los problemas de coordinación intrasectorial en el Ministerio de Economía y Finanzas ralentizan la aprobación del presupuesto. La falta de correspondencia entre los planes anuales y la programación multianual dificulta la coordinación a largo plazo. La inestabilidad política y la alta rotación de ministros también contribuyen a estos retrasos. Waldo Mendoza Bellido señaló en el libro Desafíos del buen gobierno, que a diferencia de otros ministros, que el MEF elaboró su estrategia de mantener el equipo del alto mando, para evitar discontinuidades, que pueden ralentizar el trabajo del ministerio.
En el contexto de descentralización presupuestaria, los intereses personales de los participantes complican la aprobación y formulación. Cuando todos los actores poseen potestades similares y los programas locales se financian desde un fondo común, surgen problemas de cooperación y de agente-principal.
Los problemas de cooperación derivan de la interacción de grupos que compiten por recursos, lo que lleva a un gasto excesivo y endeudamiento. El ejemplo clásico de Weingast, Shepsle y Johnsen (1981) muestra que el gasto público puede aumentar debido al problema del "pozo común" en la interacción política de regiones representadas parlamentariamente. Los legisladores tienen incentivos para proponer aumentos de gasto que beneficien a sus regiones, ya que los fondos provienen de ingresos tributarios nacionales.
Los problemas de agente-principal, según Tommasi (1998), surgen del carácter delegatorio del gobierno. Los votantes delegan en sus representantes la toma de decisiones de interés público, pero la información asimétrica y los intereses divergentes pueden llevar a priorizar políticas distintas de las más deseables. Por ejemplo, los gobiernos pueden aumentar el gasto en años electorales.
La etapa de ejecución presupuestaria implica la implementación de los Planes de Inversión Anual (PIA) por parte de las entidades públicas, basados en sus Planes Estratégicos. Intervienen sistemas administrativos como el Sistema de Abastecimiento, donde la contratación pública se convierte en un desafío debido a los plazos de obtención de proveedores y la garantía de calidad y cumplimiento de cronogramas. La ausencia de reglas claras y procedimientos adecuados de contratación pública dificulta la ejecución efectiva del presupuesto. Además, la necesidad de personal altamente capacitado y la presencia de corrupción y clientelismo afectan negativamente la ejecución de los proyectos.  Cabe destacar que la corrupción en Perú generó pérdidas de S/. 23297 millones de soles anuales en 2023, el 3% del Producto Bruto Interno.
Al terminar el proceso, la Política Presupuesto por Resultados prioriza los aspectos cuantitativos en la evaluación presupuestaria, descuidando elementos no cuantificables que inciden en la subejecución. La evaluación institucional no refleja necesariamente la traducción del gasto en servicios y bienes para la población. La penalización por baja ejecución desincentiva el ahorro del gobierno central, promoviendo un gasto acelerado al final del ejercicio fiscal y financiamiento de proyectos de baja calidad.
La fragmentación de los pliegos por sector dificulta la evaluación, impidiendo una rendición de cuentas integral que abarque la correspondencia a distintos niveles y unidades públicas. Una mala evaluación presupuestaria puede conducir a problemas de sostenibilidad fiscal, con gastos superiores a los ingresos nacionales, lo que requeriría ajustes económicos que podrían afectar el crecimiento económico.

### Obtención del dinero público
El dinero se obtienen de los impuestos, que son legislados por separado, como el conocido impuesto general a la venta (IGV). Además se consigue del canon minero a cargo de los Gobiernos Regionales.